# August Söderman
Johan August Söderman (ur. 17 lipca 1832 w Sztokholmie, zm. 10 lutego 1876 tamże) – szwedzki kompozytor.

## Życiorys
W latach 1847–1850 studiował harmonię i grę na fortepianie w Królewskiej Akademii Muzycznej w Sztokholmie. Od 1851 roku związany z grupą teatralną Edvarda Stjernströma, dla której komponował muzykę i z którą podróżował po Szwecji i Finlandii. Od 1856 do 1857 roku przebywał w Lipsku, gdzie uczył się prywatnie u Ernsta Richtera. W 1860 roku objął funkcję dyrygenta chóru i drugiego dyrygenta orkiestry Opery Królewskiej w Sztokholmie. W latach 1869–1870 odbył podróż do Kopenhagi, Drezna, Berlina, Pragi i Wiednia. W latach 1871–1875 współpracował z Edvardem Griegiem na łamach czasopisma Nordiske Musikblade.

## Twórczość
W swojej twórczości nawiązywał do dorobku Schumanna, Liszta i Wagnera, czerpał też z elementów ludowych. Uważany jest za twórcę stylu narodowego w muzyce szwedzkiej. Napisał operetki Urder, eller Neckens dotter Zigenarhofdinen Zohrab (wyst. Helsinki 1852) i Hin Ondes första lärospån (wyst. Sztokholm 1856), muzykę do Ryszarda III Szekspira (1872), uwerturę koncertową Svenskt festspel (1858), ponadto liczne pieśni i utwory chóralne.